# مقاطعة ياكيما (واشنطن)
مقاطعة ياكيما (بالإنجليزية: Yakima County)‏ هي إحدى مقاطعات ولاية واشنطون في الولايات المتحدة الأمريكية.

## أعلام
- ميخائيل جيمس سنايدر